# Abū Shakūr Balkhī
Abū Shakūr Balkhī (* 915, † im 10. Jahrhundert) war ein persischer Poet und Weiser des 10. Jahrhunderts n. Chr., über dessen Leben und Wirken recht wenig bekannt ist. Sein Name gibt einen Hinweis darauf, dass er möglicherweise aus der Stadt Balch (Balkh) stammte und dort auch geboren wurde, Beweise hierfür gibt es jedoch nicht. Balkhī ist der Verfasser des Āfarīn-nāmah-Gedichts.